# Hultsberg
Hultsberg är en stadsdel i nordvästra Karlstad som till största delen består av villor. I området finns även Hultsbergsskolan samt Färdig Betongs anläggning. Området avgränsas söderut av E18 och österut av Hagalundsvägen. I direkt anslutning västerut ligger Henstad.